# Frontera entre Bulgària i Sèrbia
La frontera entre Bulgària i Sèrbia és la frontera internacional entre Bulgària, estat membre de la Unió Europea i integrat en l'espai Schengen, i Sèrbia.

## Traçat
El traçat comença al nord, al trifini entre Sèrbia, Romania i Bulgària, a la desembocadura del riu Timok al Danubi. La frontera s'estén cap al sud seguint la direcció del riu Timok cap a Bregovo (BUL), després segueix cap a l'est del riu, arriba al coll de Vraška Cuka, en direcció sud-est i recorre la Serralada dels Balcans occidentals (planures de Nikolska, Čiprovska i Berkovska). Des de l'altura del Srebrna Glava (1933 m) continua en direcció sud-oest, a l'oest de Staninci, Kalotina, creua el riu Nišava i arriba fins al riu Jerma a la ciutat de Bankia. A continuació arriba al pic Ruj (1706 m), pren la direcció del sud, travessa les muntanyes Milevska Planina (Milevec 1.733 m), sense passar per la ciutat sèrbia de Bosilegrad, creua el riu Dragovištica (a l'oest de la localitat de Dolno Ujno) i entra en contacte amb el trifini entre Sèrbia, Macedònia del Nord i Bulgària.

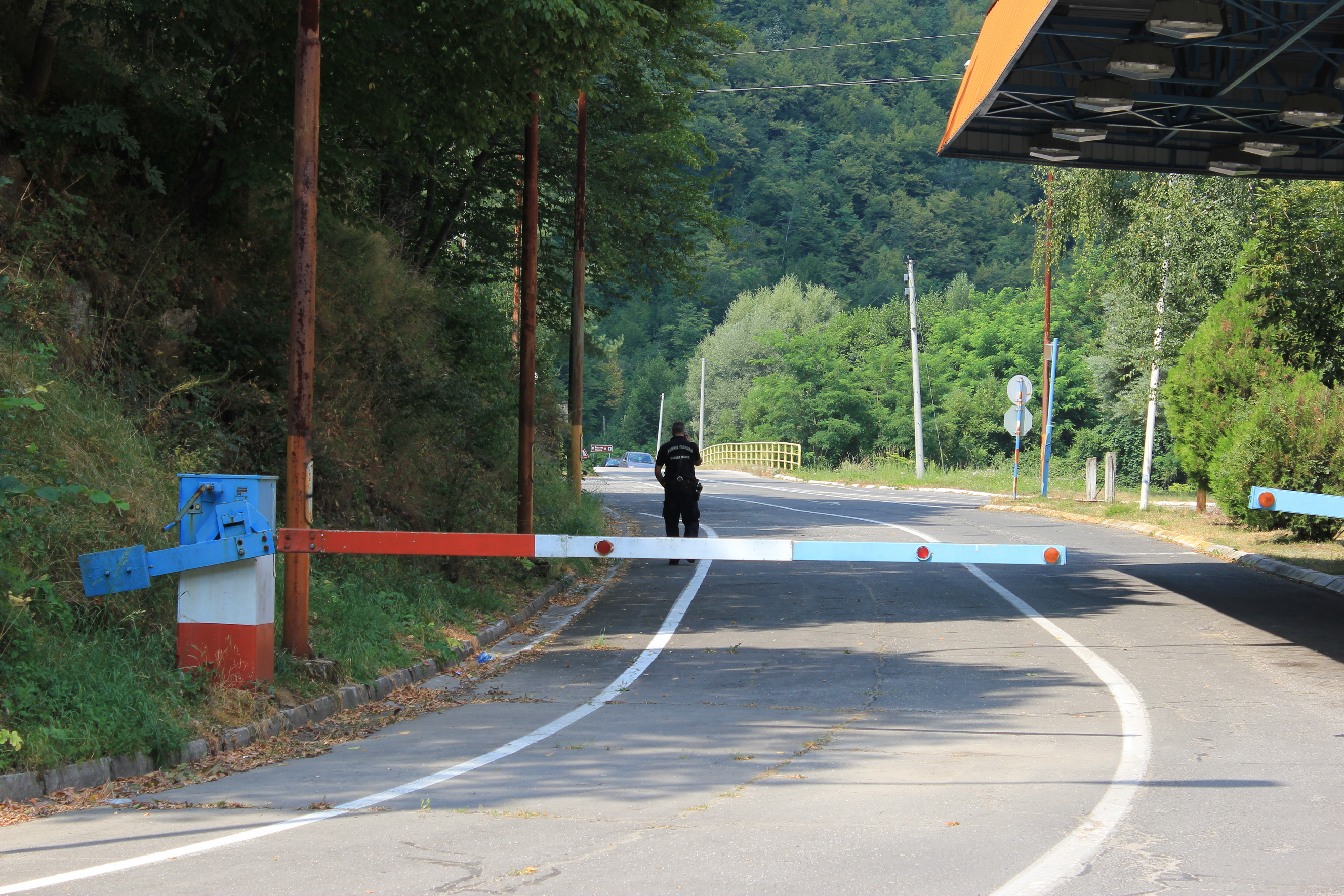
Pas fronterer a Bosilegrad

## Història
La primera frontera búlgara-sèrbia es va establir després del Tractat de Berlín de 1878 pel qual l'Imperi Otomà va reconèixer la independència del regne de Sèrbia i del regne de Bulgària. Després la Segona Guerra Balcànica i el Tractat de Bucarest (1913) es va confirmar un nou traçat fronterer entre ambdós regnes. En 1919 el regne de Sèrbia fou substituït pel regne de Iugoslàvia, que integrava l'actual Macedònia del Nord. En 1947 el regne iugoslau fou substituït per la República Socialista Federal de Iugoslàvia. Amb la dissolució de Iugoslàvia en 1991 i la de la federació de Sèrbia i Montenegro en 2006 actualment aquesta frontera només ho és entre Bulgària i Sèrbia. A més, com que Bulgària és membre de la Unió Europea des de 2004, aquesta també és una de les fronteres externes de la Unió Europea.